# Le Misanthrope et l'Auvergnat
Pour les articles homonymes, voir Misanthrope (homonymie).
Le Misanthrope et l'Auvergnat est une comédie en un acte mêlée de couplets d'Eugène Labiche, représentée pour la première fois à Paris au Théâtre du Palais-Royal le 10 août 1852. Avec la collaboration de Lubize et de Paul Siraudin. Le livre de la pièce écrite est sorti aux Editions Michel Lévy frères.

## Argument
Chiffonnet (le misanthrope) et Machavoine, (un auvergnat épris de vérité) vont partager le même toit. Ces deux personnalités opposées vont s'affronter, à l'aide d'un couple désaccordé et d'une bonne malhonnête, Prunette.

## Quelques répliques de la pièce
Chiffonnet : "Ceci nous prouve qu'un joli petit mensonginet vaut souvent mieux qu'une épaisse vérité !
Machavoine: "Eh bah quoi ? Je suis porteur d'eau. J'ai mes seaux et je crie "À l'eau Oké !"

## Distribution
| Acteurs et actrices ayant créé les rôles |                   |
| Personnage                               | Acteur ou actrice |
| Chiffonnet, rentier                      | Sainville         |
| Machavoine, auvergnat, porteur d'eau     | Brasseur          |
| Coquenard, ami de Chiffonnet             | Lhéritier         |
| Mme Coquenard                            | Mme Pauline       |
| Prunette                                 | Mme Dupuis        |